# قسم تشالانتشولان الريفي (مقاطعة دورود)
قسم تشالانتشولان الريفي (بالفارسية: دهستان چالانچولان) هي منطقة ريفية تقع في ناحية سيلاخور (مقاطعة دورود) في إيران. يقدر عدد سكانها بـ 8,288 نسمة .